# Стара Добжиця
Стара Добжиця (пол. Stara Dobrzyca) — село в Польщі, у гміні Ресько Лобезького повіту Західнопоморського воєводства.
Населення — 39 осіб (2011).
У 1975-1998 роках село належало до Щецинського воєводства.

## Демографія
Демографічна структура станом на 31 березня 2011 року:
|          | Загалом | Допрацездатний вік | Працездатний вік | Постпрацездатний вік |
| -------- | ------- | ------------------ | ---------------- | -------------------- |
| Чоловіки | 19      | 3                  | 14               | 2                    |
| Жінки    | 20      | 3                  | 8                | 9                    |
| Разом    | 39      | 6                  | 22               | 11                   |